# Литва на зимних Олимпийских играх 1992
Литва принимала участие в Зимних Олимпийских играх 1992 года в Альбертвиле (Франция) во второй раз за свою историю и впервые после восстановления независимости, но не завоевала ни одной медали. Сборную страны представляло шесть спортсменов, в том числе трое женщин. Лучший результат показала литовская лыжница Вида Венцене — 11-е место в 15 км классическим стилем.

## Состав сборной
Биатлон
1. Гинтарас Ясинскас
2. Казимира Стролене

 Лыжные гонки
1. Ричардас Панавас
2. Вида Венцене

 Фигурное катание
1. Повилас Ванагас
2. Маргарита Дробязко

## Результаты соревнований

### Биатлон
Спортсменов — 2
Мужчины
| Соревнование         | Спортсмены        | Стрельба | Результат | Отставание | Место |
| -------------------- | ----------------- | -------- | --------- | ---------- | ----- |
| Спринт               | Гинтарас Ясинскас | 2        | 29:44.3   | +3:42.0    | 64    |
| Индивидуальная гонка | Гинтарас Ясинскас | 0+0+0+1  | 1:00:17,8 | +2:43,4    | 19    |

Женщины
| Соревнование         | Спортсмены        | Стрельба | Результат | Отставание | Место |
| -------------------- | ----------------- | -------- | --------- | ---------- | ----- |
| Спринт               | Казимира Стролене | 4        | 27:16.7   | +2:47.5    | 27    |
| Индивидуальная гонка | Казимира Стролене | 6        | 57:20.0   | +5:32.8    | 28    |

### Лыжные гонки
Спортсменов — 2
Мужчины
| Соревнование                               | Спортсмены       | Результат | Место |
| ------------------------------------------ | ---------------- | --------- | ----- |
| 10 км классическим стилем                  | Ричардас Панавас | 31:48.9   | 54    |
| 15 километров, гонка по системе Гундерсена | Ричардас Панавас | 44:54.5   | 50    |
| 30 км классическим стилем                  | Ричардас Панавас | 1’30:38.0 | 41    |

Женщины
| Соревнование                               | Спортсмены   | Результат | Место |
| ------------------------------------------ | ------------ | --------- | ----- |
| 15 км классическим стилем                  | Вида Венцене | 45:12.9   | 11    |
| 5 км классическим стилем                   | Вида Венцене | 15:08.7   | 19    |
| 10 километров, гонка по системе Гундерсена | Вида Венцене | 43:33.1   | 28    |
| 30 км классическим стилем                  | Вида Венцене | 1:29:45.4 | 16    |

### Фигурное катание
Спортсменов — 2
| Спортсмены                         | Соревнования  | CD1   | CD2   | OD    | FD    | Результат | Результат |
| Спортсмены                         | Соревнования  | Место | Место | Место | Место | Место     | Место     |
| ---------------------------------- | ------------- | ----- | ----- | ----- | ----- | --------- | --------- |
| Маргарита Дробязко Повилас Ванагас | Танцы на льду | 17    | 17    | 17    | 16    | 33.00     | 16        |